# Пхимай
Пхима́й или Пима́й (тайск. พิมาย), — город на северо-востоке Таиланда, в провинции (чангвате) Накхонратчасима (Корат). Расположен на реке Мун, в 50 км к северо-востоку от города Накхонратчасима, связан с ним автомобильной дорогой. Численность населения по состоянию на 2012 год — 12,6 тысяч человек.

## История
Раскопки 2008—2012 годов, в ходе которых были обнаружены захоронения, остатки жилищ и различные археологические артефакты, указывают на то, что поселения древних охотников существовали в окрестностях Пхимая с эпохи неолита. Регион вошёл в состав Кхмерской империи около 1000 года нашей эры. Пхимай был основан во время правления Джаявармана VI (1080 — 1107), получив название Вимаяпура. В течение следующих 300 лет Вимаяпура был крупным региональным административным центром империи. В VII веке город вошёл в состав монского государства Дваравати, став его крупным торгово-экономическим центром. В начале XI века Кхмерская империя завоевала город, однако важное стратегическое значение он сохранил. Он соединялся со столицей империи Ангкором Королевской дорогой длиной около 250 км. С середины XIII века укреплялись политические связи города с тайским государством Сукхотаи. С падением Кхмерской империи в 1431 году Вимай, как его стали называть тайцы, присоединился к государству Аютия. Город постепенно приходил в упадок. После захвата Аютии бирманской армией в 1767 году принц Тхеппипит пытался укрепить Пхимай как самостоятельный центр власти, однако в 1768 году город был захвачен бангкокскими войсками и вошёл в состав Сиама.

## Достопримечательности и инфраструктура
Ограниченный с юга водами реки Мун Пхимай был окружён стенами, образующими прямоугольник. К XXI веку сохранились остатки фундаментов и галерей. В северной части находятся главные городские ворота Пратучай («Ворота Победы»). Как и часть городских стен, они были восстановлены в начале 2000-х годов. Всю центральную часть Пхимая (Старый город) занимает храмовый комплекс Прасатпхимай (Прасат-Хин-Пхимай), построенный в классическои кхмерском стиле в первой половине XI века. Это один из крупнейших и наиболее хорошо сохранившихся памятников Таиланда периода кхмерской зависимости. Комплекс, территорией около 1030×650 метров, состоит из двух прямоугольных обнесённых оградами дворов; его главные ворота обращены на юг. Комплекс с 1989 года входит в археологическую зону Исторического парка Пхимай.
Среди других достопримечательностей — ступа Меру-Боромотхат (XI—XII века) и несколько буддийских монастырей, перестроенных в начале XX века. В городе работает научная школа Пхимая-Виттая, основанная в 1948 году, и Национальный музей Пхимай, существующий с 1993 года.

## Экономика
Основа экономики Пхимая — туристический бизнес. В XXI веке работают небольшие предприятия пищевой промышленности и многочисленные ремесленные мастерские (шелкоткачество, плетение, гончарное, ювелирное дело и другое).